# Annette Betz
Annette Betz (* in München) ist eine deutsche Moderatorin.
Mithilfe eines Fulbright-Stipendiums studierte sie in den USA Journalismus und arbeitete beim CBS. Danach arbeitete sie für das Bayerische Fernsehen als Moderatorin, Sprecherin und Reporterin. Beim BR moderierte sie in der Vergangenheit u. a. die Sendung Unser Land. Seit 1991 moderiert sie die Sendung Abendschau sowie das dazugehörige Regionalmagazin Abendschau – Der Süden.